# ووکوشیچ
ووکوشیچ (به صربی: Vukošić) یک منطقهٔ مسکونی در صربستان است که در ولادیمیرتسی واقع شده‌است. ووکوشیچ ۷۴۸ نفر جمعیت دارد.